# Seznam světového dědictví v Severní Americe
Toto je seznam památek světového dědictví UNESCO v Severní Americe a zahrnuje památky v USA a Kanadě. Památky nacházející se v Grónsku a Bermudách jsou zařazeny mezi památky evropských států (Dánsko a Spojené království). Státy Karibiku, Střední Ameriky a Mexiko jsou taktéž uvedeny v separátním seznamu.
U každé položky je uveden český název, oficiální anglický název dle seznamu UNESCO, stručná charakteristika a odkaz na základní zdůvodnění zápisu dle UNESCO. Číslo v odkazu je současně číslo, pod kterým je lokalita vedena v Seznamu světového dědictví. Položky seznamu u jednotlivých zemí jsou řazeny podle roku zápisu do Seznamu. Následující přehled památek je aktuální k datu 31. 7. 2024.

## Kanada

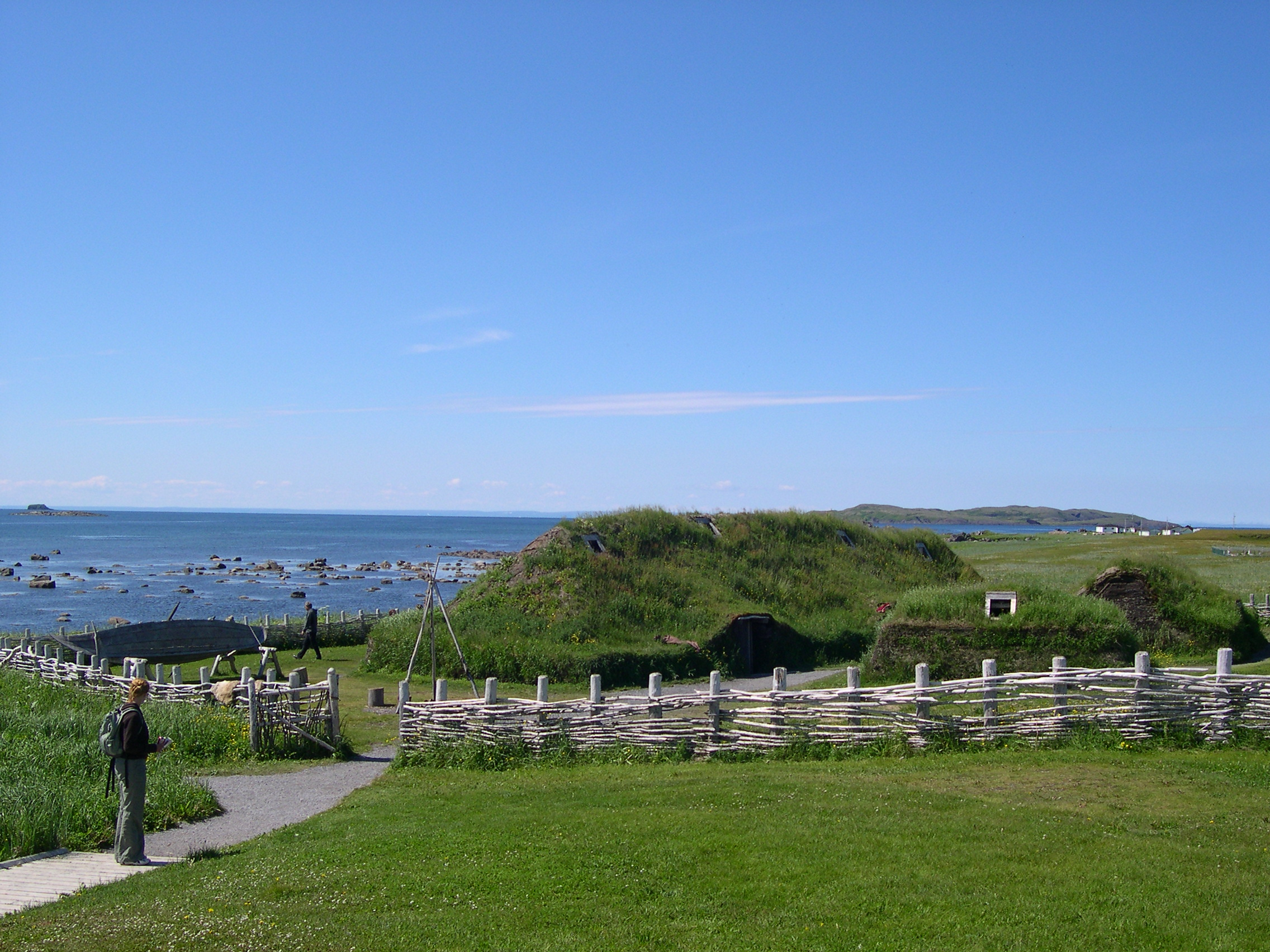
L’Anse aux Meadows

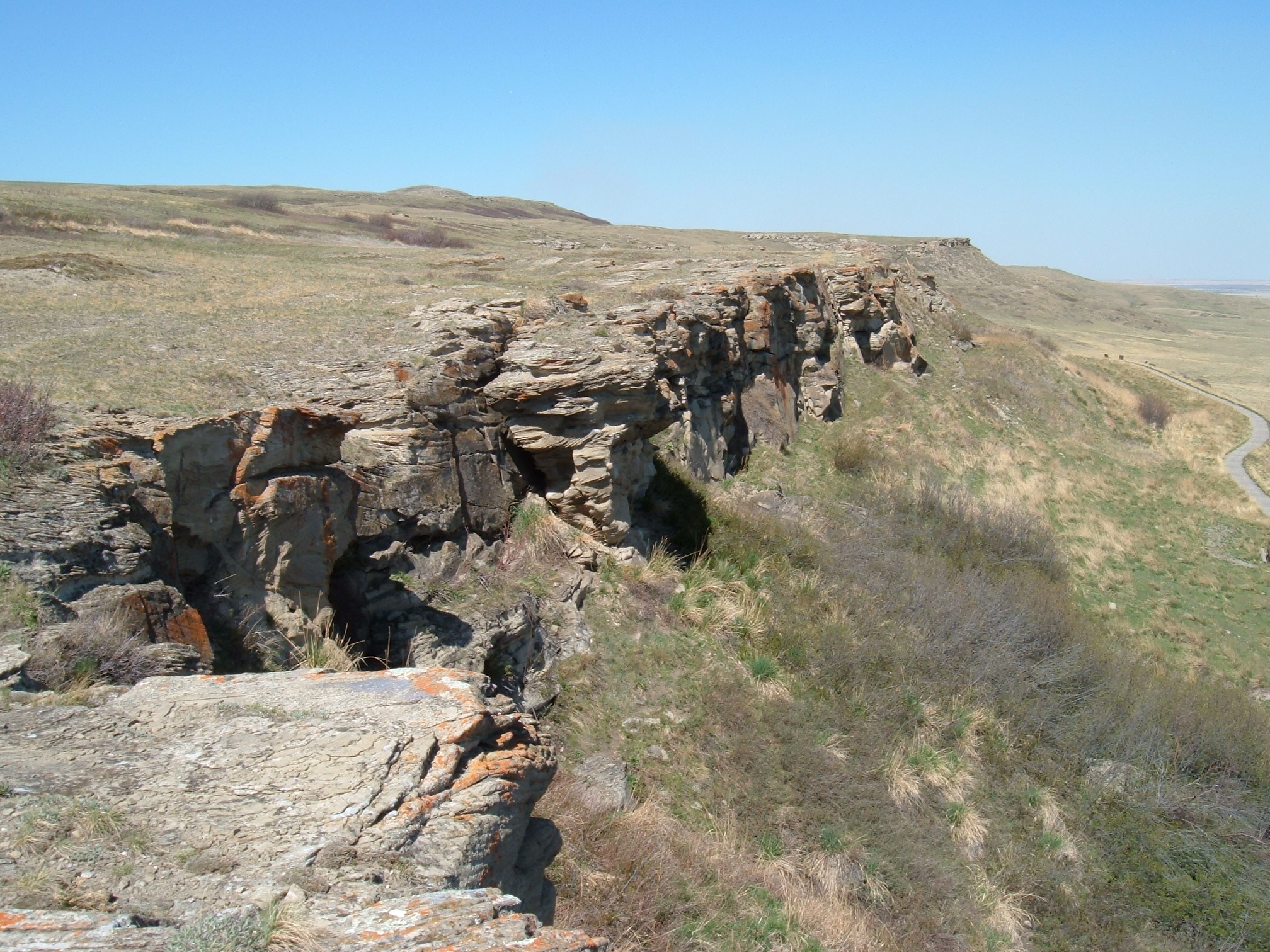
Head-Smashed-In Buffalo Jump

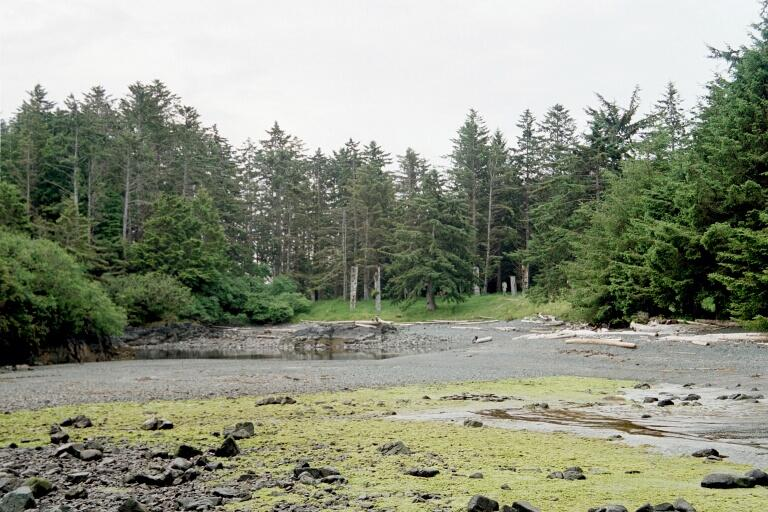
SGaang Gwaii

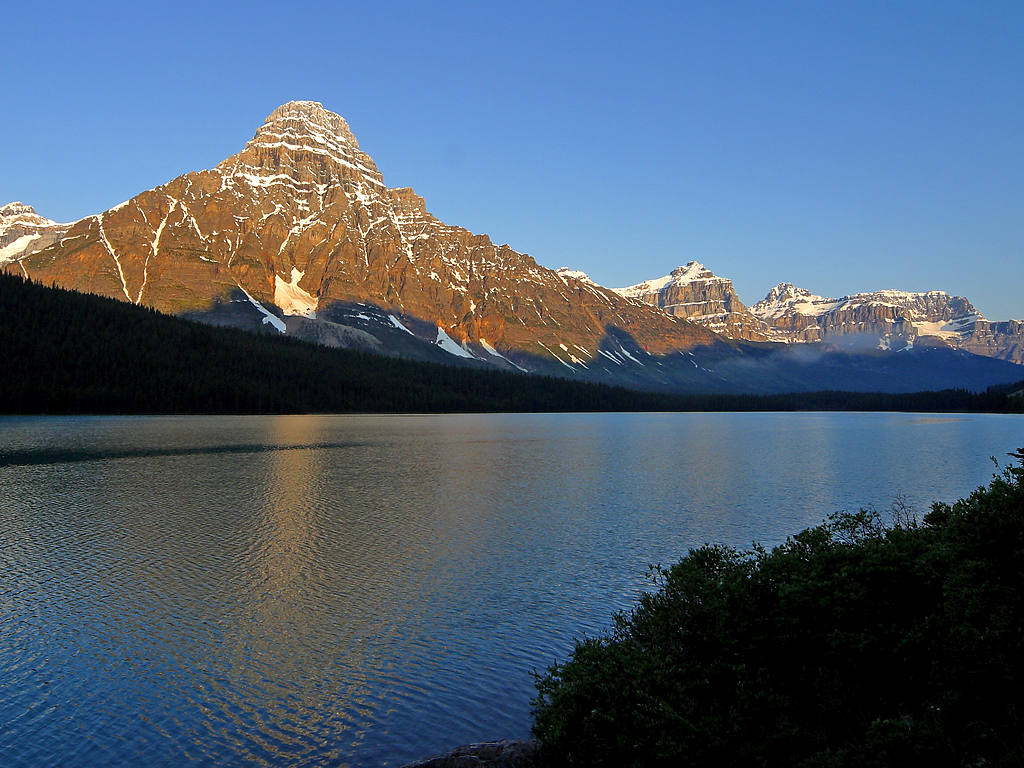
Národní park Rocky Mountain

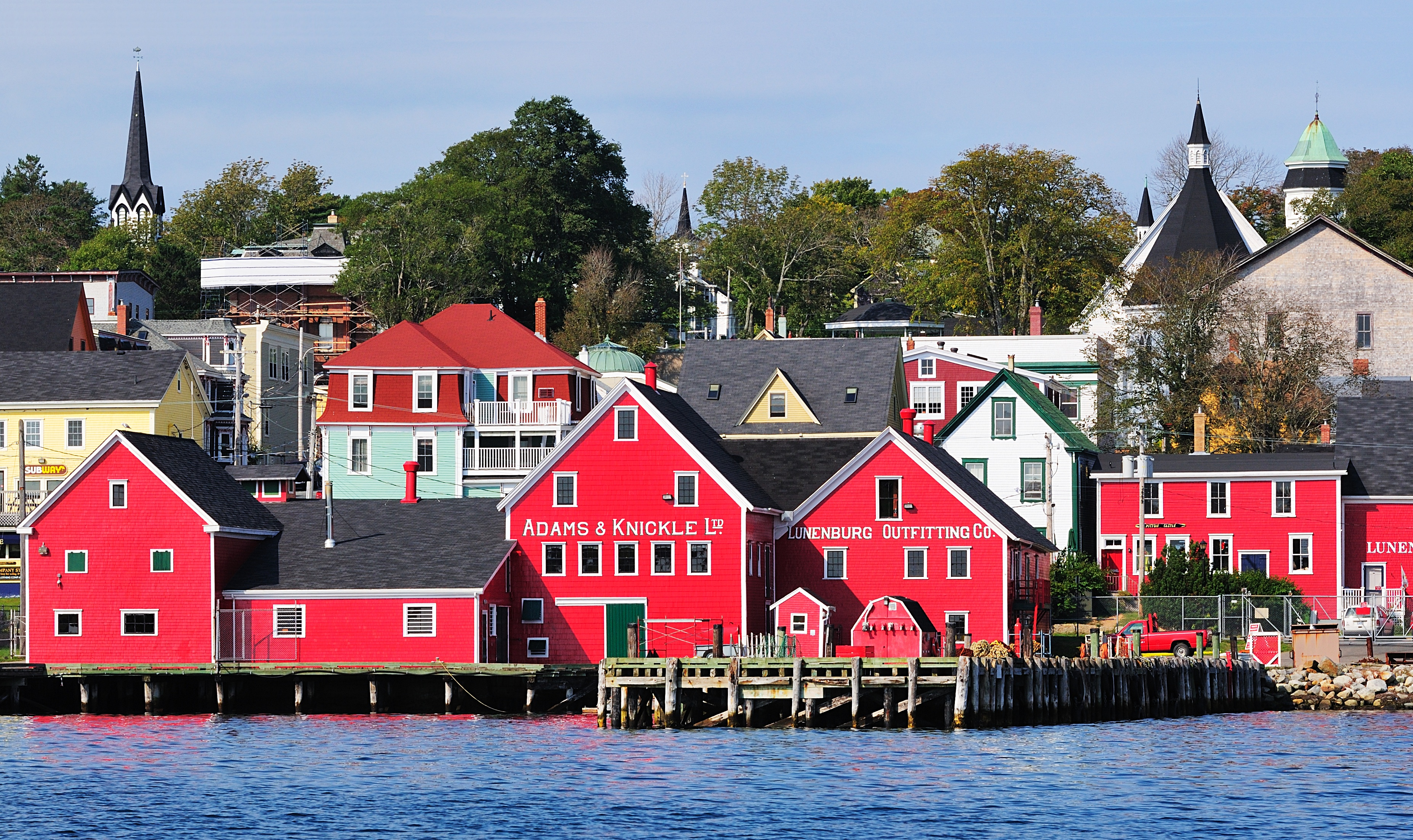
Lunenburg

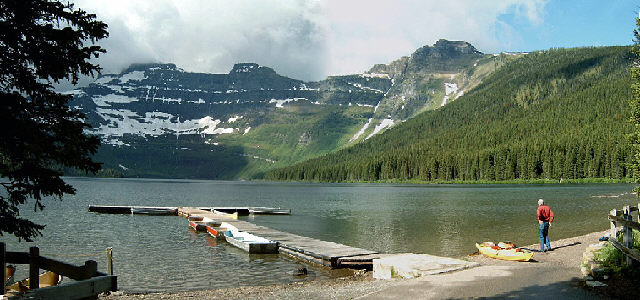
Waterton Glacier

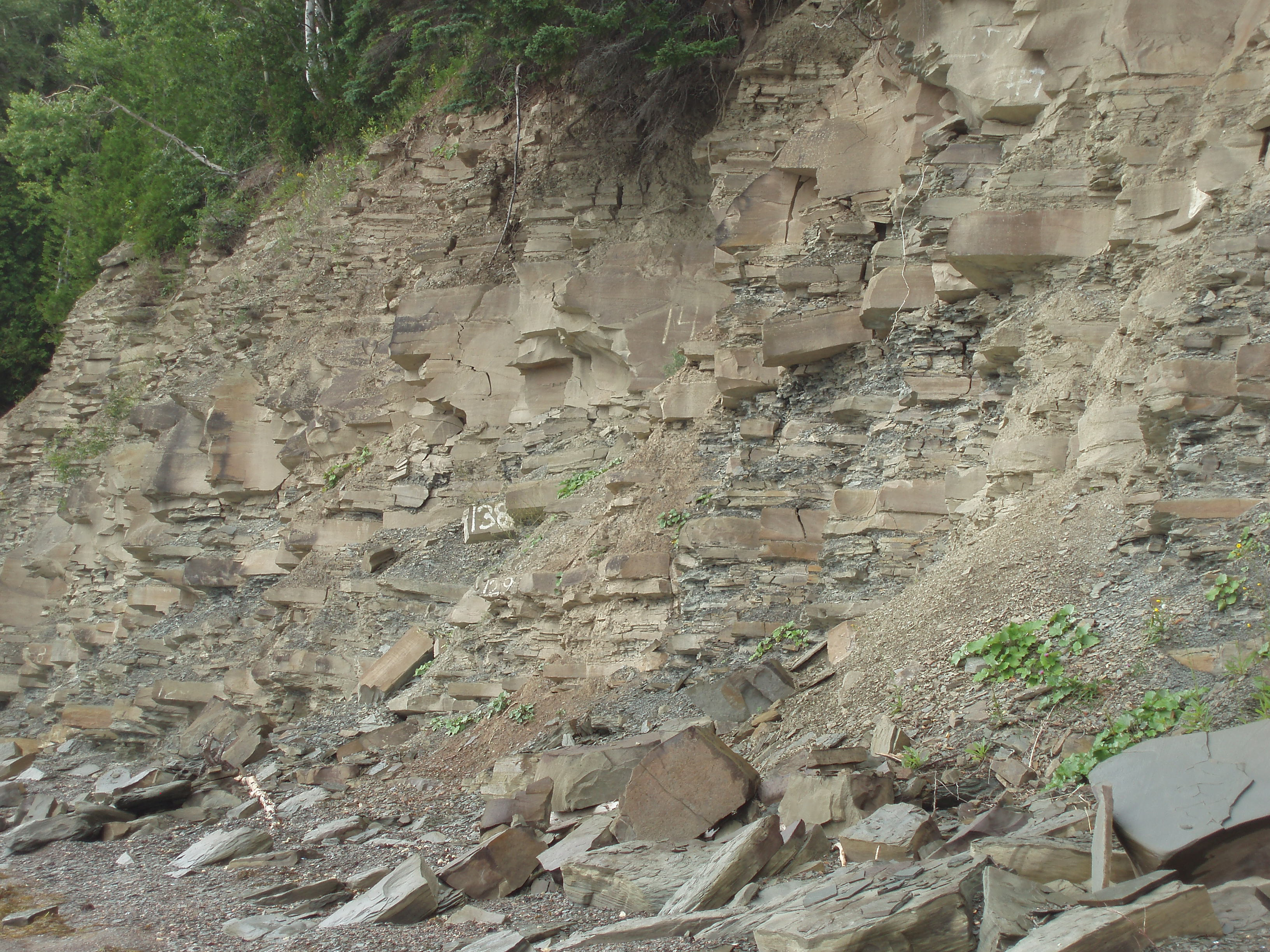
Národní park Miguasha

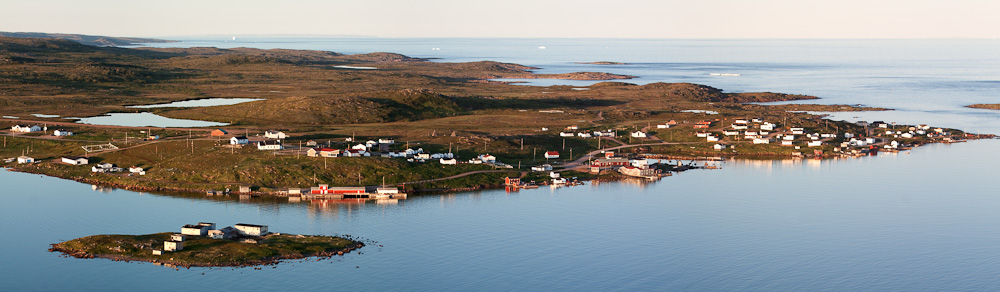
Velrybářská osada v Red Bay

1. L'Anse aux Meadows
L’Anse aux Meadows National Historic Site
Místo původní osady Vikingů.
1978 
 http://whc.unesco.org/en/list/4
2. Národní park Nahanni
Nahanni National Park
Přírodní rezervace v povodí řeky Jižní Nahanni.
1978
 http://whc.unesco.org/en/list/24
3. Dinosauří provinční park
Dinosaur Provincial Park 
Naleziště 60 druhů dinosaurů v provincii Alberta.
1979 
 http://whc.unesco.org/en/list/71
4. Kluane / Wrangell–St. Elias / Glacier Bay / Tatshenshini-Alsek
Kluane/Wrangell-St Elias/Glacier Bay/Tatshenshini-Alsek
4 přírodní rezervace na hranicích Kanady a Aljašky.
1979, 1992, 1994
 http://whc.unesco.org/en/list/72
5. Head-Smashed-In Buffalo Jump
Head-Smashed-In Buffalo Jump
Zbytky původních indiánských osad.
1981 
 http://whc.unesco.org/en/list/158
6. SGaang Gwaii - ostrov Anthony
SGaang Gwaii - Anthony Island
Ostrov u pacifického pobřeží v Souostroví královny Charloty s domy, totemy a mučednickými kůly Indiánů.
1981 
 http://whc.unesco.org/en/list/157
7. Národní park Wood Buffalo
Wood Buffalo National Park
Národní park s největší populací divokých bizonů v Americe a největší vnitrozemská delta na světě (řeky Peace a Athabasca).
1983 
 http://whc.unesco.org/en/list/256
8. Parky kanadských Skalnatých hor
Canadian Rocky Mountain Parks
Sedm horských parků v kanadské části pohoří Rocky Mountains.
1984, 1990 
 http://whc.unesco.org/en/list/304
9. Québec - historická část
Historic District of Québec 
Historické jádro města založeného v 17. století zahrnuje např. citadelu, parlament, starý přístav a obchodní čtvrtě.
1985 
 http://whc.unesco.org/en/list/300
10. Národní park Gros Morne
Gros Morne National Park 
Národní park na pobřeží Newfoundlandu je příkladem geologického vývoje. Zahrnuje fjordy, ledovcová údolí, vodopády, náhorní planiny a jezera.
1987 
 http://whc.unesco.org/en/list/419
11. Lunenburg
Old Town Lunenburg 
Historické jádro města z 18. století je příkladem britské koloniální dřevěné architektury.
1995 
 http://whc.unesco.org/en/list/741
12. Mezinárodní park míru Waterton-Glacier
Waterton Glacier International Peace Park 
Národní parky na hranici Kanady a USA. Krajina byla modelována působením ledovců.
1995
 http://whc.unesco.org/en/list/354
13. Národní park Miguasha
Miguasha National Park
Národní park v jihovýchodním Quebecu na jižním pobřeží poloostrova Gaspé. Největší naleziště fosílií z devonského období.
1999 
 http://whc.unesco.org/en/list/686
14. Kanál Rideau 
Rideau Canal
Plavební kanál z počátku 19. stol. vedoucí z Ottawy ke Kingston Harbour na jezeře Ontario (202 km) 
2007 
http://whc.unesco.org/en/list/1221
15. Joggins 
Joggins Fossil Cliffs
2008
http://whc.unesco.org/en/list/1285/
16. Krajina Grand Pré
Landscape of Grand Pré
Kulturní krajina Grand Pré je svědectvím přizpůsobení evropských kolonizátorů Nového Skotska zdejším podmínkám.
2012
http://whc.unesco.org/en/list/1404
17. Baskická velrybářská osada v Red Bay 
Red Bay Basque Whaling Station
Velrybářská stanice z 16. století.
2013
http://whc.unesco.org/en/list/1412
18. Mistaken Point
Mistaken Point
17 km pobřežního útesů obsahujícího zkameněliny.
2016
http://whc.unesco.org/en/list/1497
19. Pimachiowin Aki
Pimachiowin Aki
Lesnatá krajina s řekami a jezery je domovem komunity domorodých Američanů - Anishinaabe
2018
http://whc.unesco.org/en/list/1415
20. Writing-on-Stone / Áísínai'pi
Writing-on-Stone / Áísínai'pi
Pravěké nápisy na pískovcových kamenech na rozloze 1 106 hektarů.
2019
http://whc.unesco.org/en/list/1597
21. Anticosti
Anticosti
Ostrov s výskytem fosilií
2023
https://whc.unesco.org/en/list/1686
22. Tr’ondëk-Klondike
Tr’ondëk-Klondike
Kulturní krajina odrážející trvalé soužití tr'ondëkských Hwëch'inů a nově příchozích obyvatel
2023
https://whc.unesco.org/en/list/1564

## Spojené státy americké

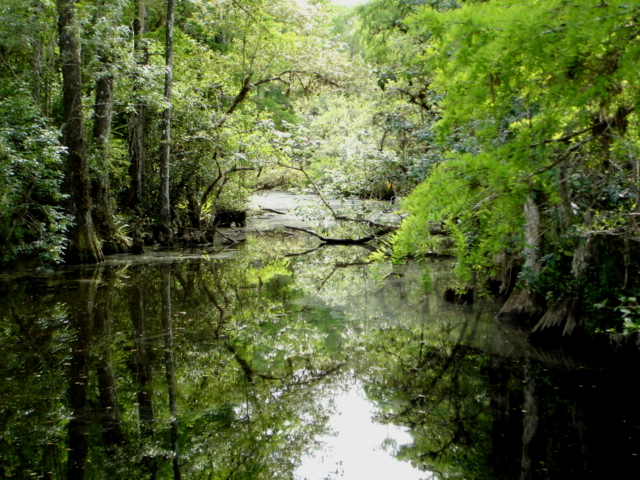
Národní park Everglades

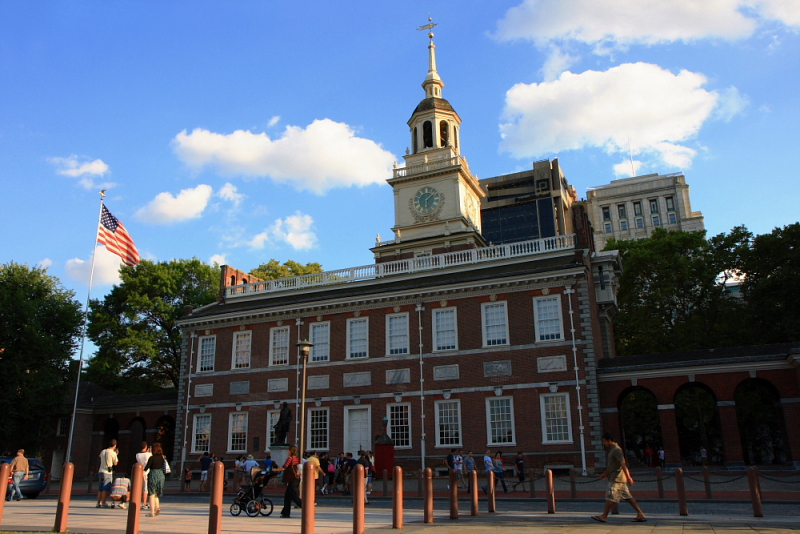
Independence Hall

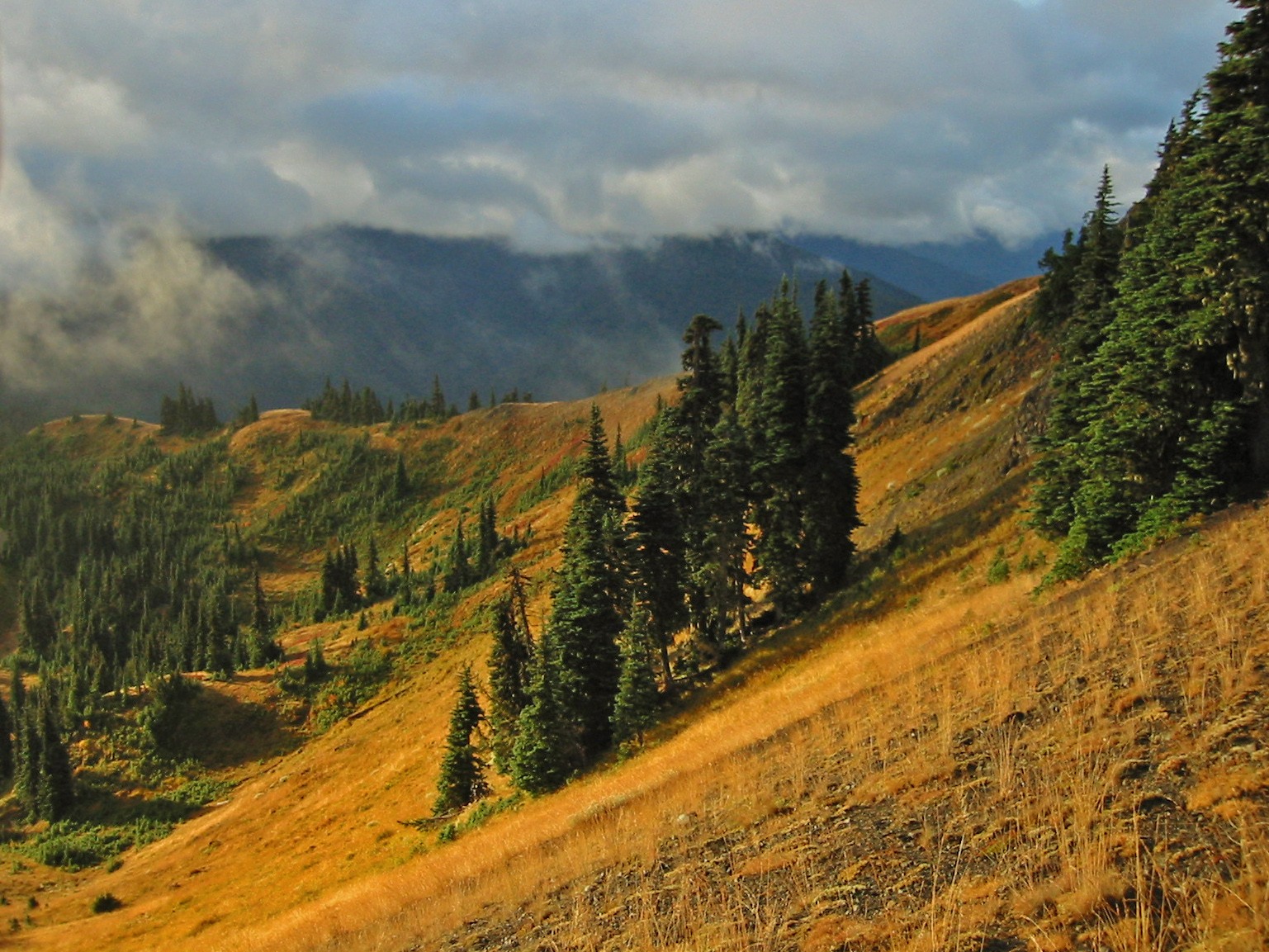
Národní park Olympic

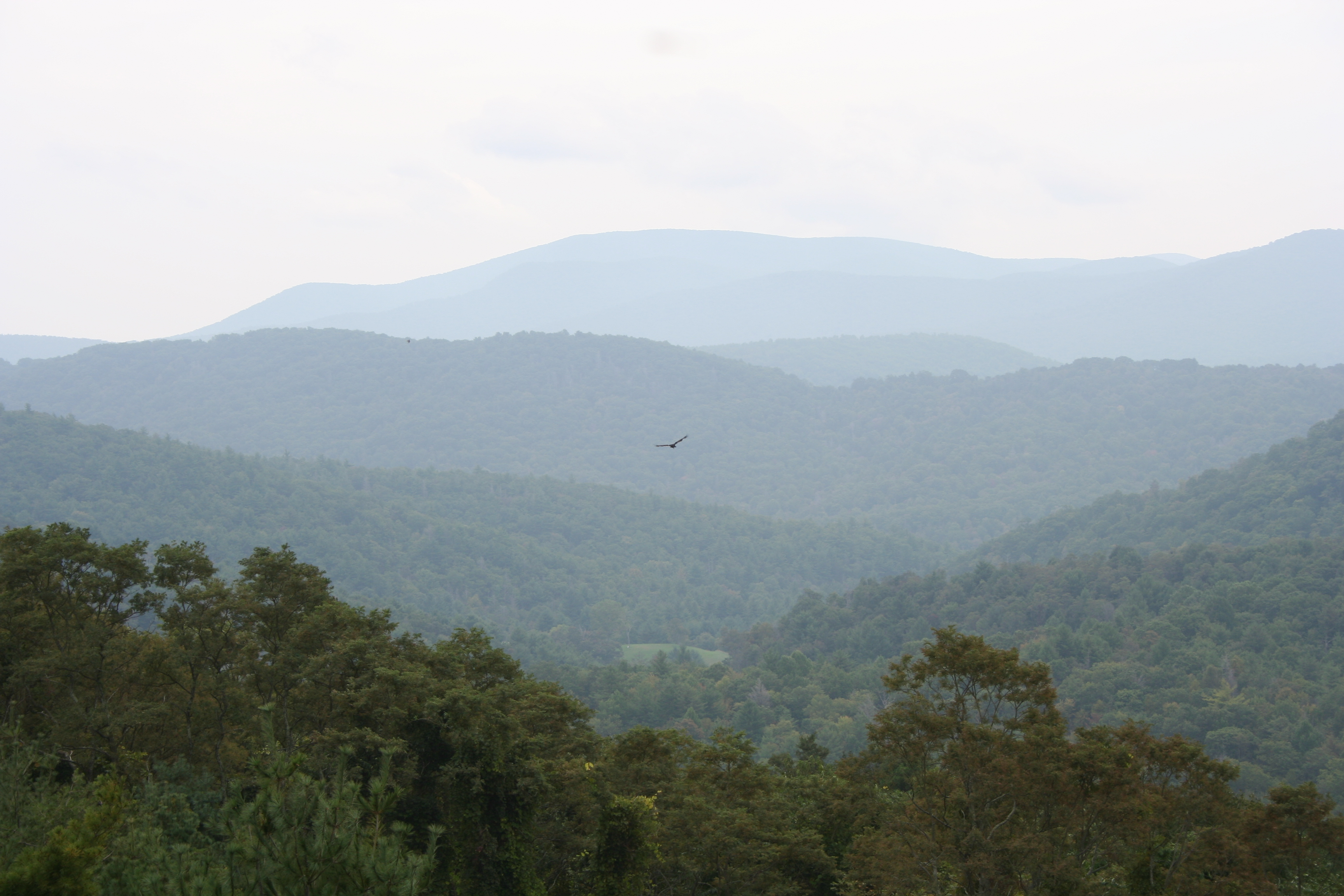
Národní park Great Smoky Mountains

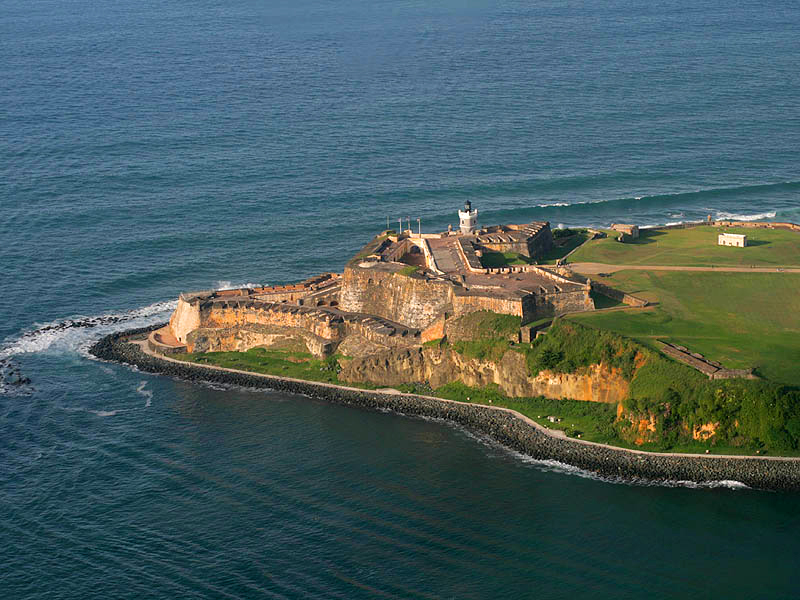
San Juan

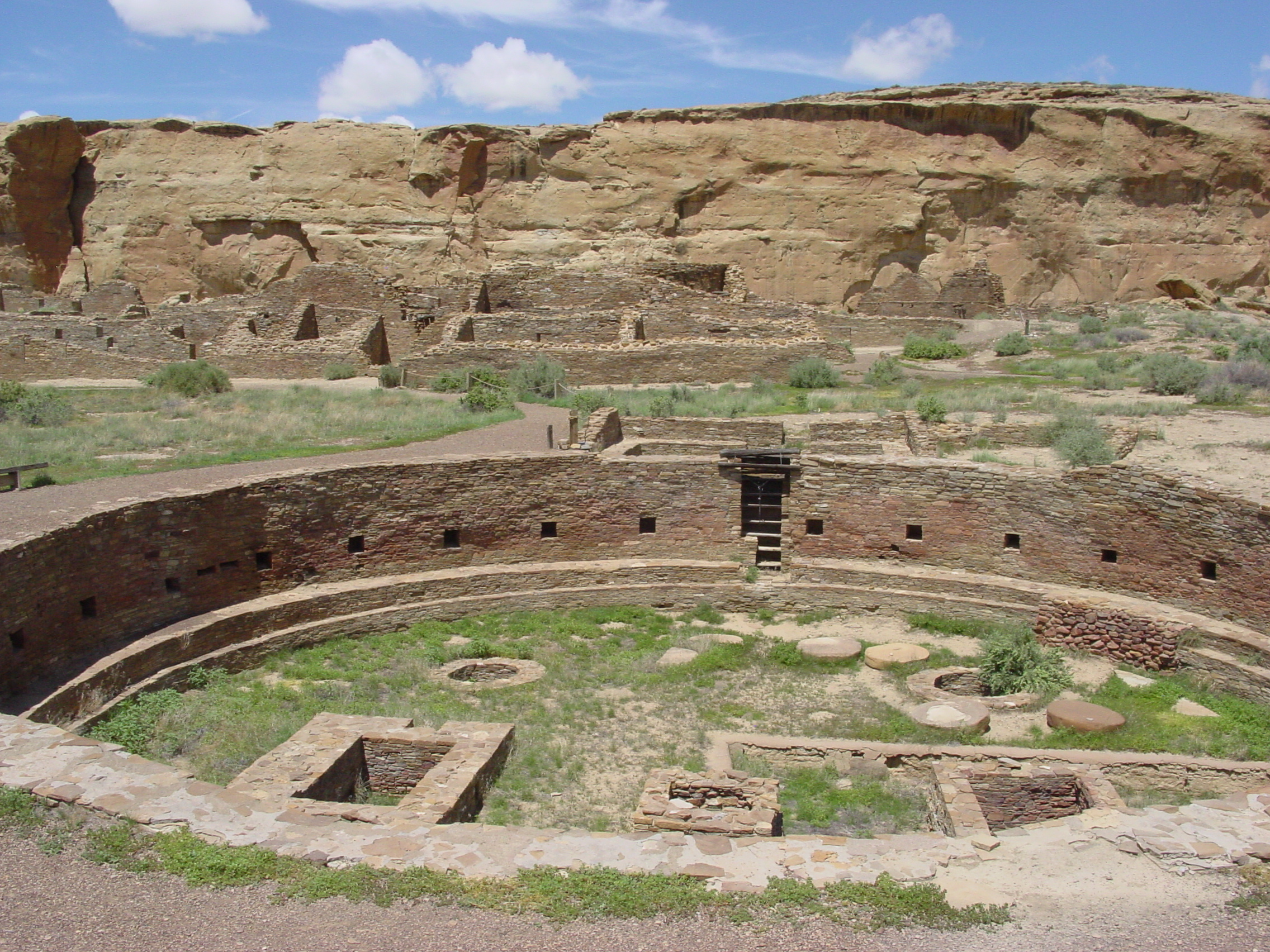
Národní historický park Chaco

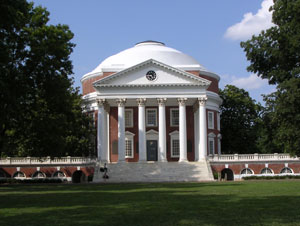
Virginská univerzita v Charlottesville

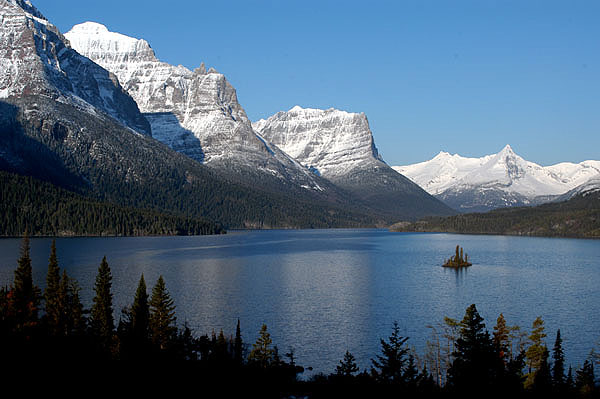
Národní park Waterton

1. Mesa Verde

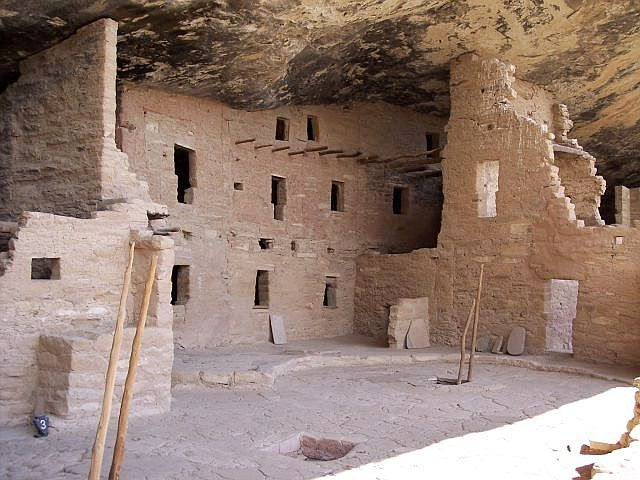
Mesa Verde 
Památky na předkolumbovskou kulturu Indiánů Anasaziů na stejnojmenné náhorní planině ve státě Colorado.
1978 
 http://whc.unesco.org/en/list/27
2. Yellowstonský národní park
Yellowstone 
Národní park významný geotermálními jevy (gejzíry, fumaroly, horké prameny) a divokou přírodou.
1978
 http://whc.unesco.org/en/list/28
3. Kluane / Wrangell–St. Elias / Glacier Bay / Tatshenshini-Alsek
Kluane/Wrangell-St Elias/Glacier Bay/Tatshenshini-Alsek
4 přírodní rezervace na hranicích Kanady a Aljašky.
1979, 1992, 1994
 http://whc.unesco.org/en/list/72
4. Národní park Everglades
Everglades National Park 
Národní park, který chrání ekosystém zaplavovaných nížin na Floridě.
1979
 http://whc.unesco.org/en/list/76
5. Národní park Grand Canyon
Grand Canyon National Park 
Soutěska hluboká až 1 500 m, kterou vytvořila řeka Colorado.
1979
 http://whc.unesco.org/en/list/75
6. Independence Hall
Independence Hall 
Budova ve Filadelfii (Pensylvánie) z 1. poloviny 18. století, kde byla podepsána Deklarace nezávislosti a americká ústava.
1979
 http://whc.unesco.org/en/list/78
7. Redwoodský národní park
Redwood National Park 
Národní park s nejvyššími stromy na světě (Sekvoj vždyzelená).
1980
 http://whc.unesco.org/en/list/134
8. Mamutí jeskyně
Mammoth Cave National Park
Národní park zahrnující nejrozsáhlejší síť vápencových jeskyní na světě.
1981
 http://whc.unesco.org/en/list/150
9. Olympijský národní park
Olympic National Park
Národní park zahrnující vysokohorskou krajinu s ledovci i pobřeží Tichého oceánu s deštnými lesy mírného pásma.
1981
 http://whc.unesco.org/en/list/151
10. Archeologické naleziště Cahokia
Cahokia Mounds State Historic Site 
Archeologické naleziště, podává svědectví o předkolumbovských civilizacích kolem Mississippi.
1982
 http://whc.unesco.org/en/list/198
11. Národní park Great Smoky Mountains
Great Smoky Mountains National Park 
Národní park chrání panenskou přírodu.
1983
 http://whc.unesco.org/en/list/259
12. San Juan
La Fortaleza and San Juan Historic Site in Puerto Rico
Opevnění města San Juan včetně pevnosti La Fortaleza na ostrově Portoriko je příkladem adaptace evropské vojenské architektury na americké přístavy.
1983
 http://whc.unesco.org/en/list/266
13. Socha Svobody
Statue of Liberty
Dar Francie ke stému výročí americké nezávislosti.
1984
 http://whc.unesco.org/en/list/307
14. Yosemitský národní park
Yosemite National Park 
Národní park typický granitovými skalními reliéfy, jezery a vodopády.
1984
 http://whc.unesco.org/en/list/308
15. Národní historický park kultury Chaco
Chaco Culture National Historical Park
Národní historický park v Novém Mexiku zahrnuje památky na kulturu Chaco, která kvetla v 11.-12. století.
1987
 http://whc.unesco.org/en/list/353
16. Havajské vulkány
Hawaii Volcanoes National Park
Národní park zahrnuje dva nejaktivnější vulkány na světě a sopečnou krajinu v okolí.
1987
 http://whc.unesco.org/en/list/409
17. Monticello a Virginská univerzita v Charlottesville
Monticello and the University of Virginia in Charlottesville
Monticello a Virginská univerzita v Charlottesville (Virginie), práce Thomase Jeffersona, jsou vynikajícími příklady novoklasicismu.
1987
 http://whc.unesco.org/en/list/442
18. Pueblo Taos
Pueblo de Taos
Indiánská puebla, tradiční obydlí Indiánů žijících na Coloradské plošině.
1992
 http://whc.unesco.org/en/list/492
19. Mezinárodní park míru Waterton-Glacier
Waterton Glacier International Peace Park 
Národní parky na hranici Kanady a USA. Krajina byla modelována působením ledovců.
1995
 http://whc.unesco.org/en/list/354
20. Carlsbadské jeskyně
Carlsbad Caverns National Park
Národní park v Novém Mexiku s 81 krasovými jeskyněmi.
1995
 http://whc.unesco.org/en/list/721
21. Oblast Papahānaumokuākea 
Papahānaumokuākea
skupina ostrovků a atolů přibližně 250 km od hlavních Havajských ostrovů.
2010
 http://whc.unesco.org/en/list/1326
22. Monumentální zemní práce Poverty Point
Monumental Earthworks of Poverty Point
6 koncentrických půlkruhových kopců oddělených zemními depresemi vybudovaných před více než 2000 roky
2014
 http://whc.unesco.org/en/list/1435
23. Misie v San Antoniu
San Antonio Missions
Misionářské stanice vybudované františkány v 18. století.
2015
 http://whc.unesco.org/en/list/1466
24. Sídla založená moravskými bratry
Moravian Church Settlements
4 města ve 4 různých státech, která vznikla z iniciativy moravských bratů - Bethlehem v Pensylvánii.
2015, rozšíření 2024
 http://whc.unesco.org/en/list/1468
25. Architektura 20. století Franka Lloyda Wrighta
The 20th-century Architecture of Frank Lloyd Wright
8 staveb od amerického architekta Franka Lloyda Wrighta, které jsou postavené po celé USA.
2019
 http://whc.unesco.org/en/list/1496
26. Obřadní zemní práce Hopewell
Hopewell Ceremonial Earthworks
8 lokalit, které vytvořila tzn. Hopewellská civilizace okolo řeky Ohio
2023
 https://whc.unesco.org/en/list/1689